# Pórbandar
Pórbandar (gudžarátsky પોરબંદર) je okresní město v indickém státě Gudžarát. Leží na jihozápadním pobřeží Káthijávárského poloostrova a žije v něm asi 220 000 obyvatel. Podle archeologických nálezů bylo místo obydleno již v době harappské kultury. Je poutním místem hinduistů, protože podle véd odsud pocházel Kršnův přítel Sudama. V letech 1785 až 1948 byl Pórbandar hlavním městem Pórbandarského státu. Roku 1869 se zde narodil Mahátma Gándhí, kterému je zasvěcen památník Kirti Mandir, hlavní turistická atrakce města. Nachází se zde také knížecí palác a množství chrámů, město má přístav a letiště, v okolí se nachází pláž Chowpati a ptačí rezervace. Pórbandar je známý i díky rybolovu a těžbě stavebního kamene.